# Zulma Gómez
Zulma Ramona Gómez Cáceres (Coronel Oviedo, 9 de enero de 1961-Ciudad del Este, 31 de julio de 2022) fue una política y médica paraguaya. Se desempeñó como senadora nacional desde el 2008 hasta su muerte en el 2022, representando al Partido Liberal.
Anteriormente fue diputada nacional, por el departamento de Alto Paraná, del 2003 al 2008.

## Carrera política
Gómez ocupó el cargo de senadora desde 2008 hasta su fallecimiento, en 2022. Previamente, desempeñó funciones como diputada desde 2003 hasta 2008. Fue afiliada al Partido Liberal Radical Auténtico (PLRA), aunque, a pesar de ello, se identificó como simpatizante del cartismo.

## Controversias
A lo largo de su carrera política, Gómez estuvo involucrada en diversas controversias, recurriendo en varias ocasiones a un lenguaje explícito y directo para defenderse. En su momento, apoyó el plan de reelección de Horacio Cartes. Asimismo, respaldó al senador colorado Óscar González Daher, luego de la filtración de audios en los cuales se evidenciaba su implicación en prácticas de tráfico de influencias, lo que generó múltiples solicitudes de suspensión dentro del PLRA. Gómez también reconoció haber solicitado nombramientos en la Itaipú Binacional y admitió haber ejercido tráfico de influencias «para ayudar a la gente».

## Fallecimiento
Gómez fue hallada sin vida en la mañana del 31 de julio de 2022 en la ribera del lago Acaray, en Ciudad del Este, Paraguay. De acuerdo con testimonios proporcionados por sus familiares, la noche previa a su fallecimiento había encabezado un encuentro político con jóvenes en una propiedad de su titularidad. Posteriormente, decidió pernoctar sobre un colchón dispuesto en un muelle, ubicado en el perímetro del lago. Una de sus nietas le solicitó en dos ocasiones que se trasladara al interior de la vivienda debido a las bajas temperaturas, a lo que Gómez se negó, manifestando su necesidad de «reflexionar». En un tercer intento, la nieta ya no logró localizarla en el lugar.
El informe preliminar del médico forense determinó que la causa de muerte fue asfixia por sumersión. Asimismo, el cuerpo presentaba lesiones compatibles con una posible caída accidental. No obstante, se dispuso la realización de un análisis toxicológico para descartar otros factores contribuyentes.
El deceso de Gómez tuvo repercusión en medios de comunicación internacionales. En respuesta a su fallecimiento, el Congreso de Paraguay decretó tres días de duelo oficial.